# Le Bloc allemand
Le Bloc allemand était un groupe nationaliste d'extrême droite issu d'une scission de l'Association de développement économique.
Le premier président après sa fondation en octobre 1947 fut Karl Meißner . Aux élections régionales de 1950 en Bavière, le parti n'obtint que 0,9 % des voix. Par la suite, le groupe n'obtint que de petits succès locaux à Ratisbonne (1952 : 3,5 %) et en Haute-Franconie. Le Bloc allemand participa aux élections fédérales de 1953 aux côtés d'autres partis d'extrême droite sous le nom d'Association faîtière de la Collection nationale (DNS).

## Liens Internet
- Extrémisme de droite (20e siècle) sur historics-lexikon-bayerns.de